# 야마카와 데션 료
야마카와 데션 료(일본어: 山川 デション諒, 1997년 4월 21일 ~ )는 일본의 축구 선수이다.

## 구단 경력
그는 2016년부터 2017년까지 J리그의 FC 류큐에서 활동하였다.